# Kurt von Medem
Kurt Eberhard Leopold Freiherr von Medem (* 1. Oktober 1848 in Berlin; † 8. November 1920 in Bennigsen) war ein preußischer General der Infanterie und Chef der Landgendarmerie.

## Leben

### Herkunft
Kurt war ein Sohn des preußischen Generalleutnants Alexander von Medem (1814–1879) und dessen Ehefrau Agnes, geborene von Puttkamer (1817–1899). Sein älterer Bruder Oskar (1843–1903) war preußischer Major und Ehrenritter des Johanniterordens.

### Militärkarriere
Medem besuchte ein Gymnasium, trat am 1. November 1866 in das 1. Garde-Regiment zu Fuß der Preußischen Armee ein und avancierte bis Anfang Juli 1868 zum Sekondeleutnant. Als solcher nahm er während des Krieges gegen Frankreich 1870/71 an den Schlachten bei St. Privat, Sedan und Le Bourget, der Belagerung von Paris sowie den Gefechten bei Pierrefitte, Dugny, Stains und Chelles teil. Für sein Wirken zeichnete man ihn mit dem Eisernen Kreuz II. Klasse aus.
Nach dem Friedensschluss war Medem für zwei Jahre als Erzieher zum Kadettenhaus Oranienstein kommandiert. Mit der Beförderung zum Premierleutnant und Versetzung in das 4. Garde-Regiment zu Fuß wurde er am 11. März 1876 als Assistent der Kompaniechefs zum Kadettenhaus Potsdam kommandiert. Unter Belassung in diesem Kommando folgte Mitte November 1880 seine Stellung à la suite des Kadettenkorps und Ende März 1881 stieg er zum Hauptmann und Kompaniechef auf. Medem trat mit der Versetzung als Kompaniechef im Königs-Grenadier-Regiment (2. Westpreußisches) Nr. 7 am 1. April 1887 in den Truppendienst zurück, kam Ende September 1890 als überzähliger Major nach Metz in das Infanterie-Regiment Nr. 145 und rückte am 18. Oktober 1891 zum Kommandeur des I. Bataillons auf. Daran schloss sich ab dem 8. September 1893 eine Verwendung als Kommandeur des Kösliner Kadettenhauses sowie Ende März 1897 die Beförderung zum Oberstleutnant an. Vom 21. April 1898 bis zum 17. April 1899 war Medem etatmäßiger Stabsoffizier im Großherzoglich Mecklenburgischen Füsilier-Regiment Nr. 90. Anschließend beauftragte man ihn zunächst mit der Führung des Füsilier-Regiments „Königin“ (Schleswig-Holsteinisches) Nr. 86 und ernannte ihn am 22. Mai 1899 als Oberst zum Kommandeur dieses Verbandes. Am 27. November 1902 wurde er dann mit der Führung der in Königsberg stationierten 2. Infanterie-Brigade beauftragt und am 17. Februar 1903 unter Beförderung zum Generalmajor zum Brigadekommandeur ernannt.
Kurzzeitig unter Anweisung seines Wohnsitzes in Berlin vom 21. Mai bis zum 7. Juni 1906 zu den Offizieren von der Armee versetzt, war Medem anschließend Inspekteur der Kriegsschulen und in dieser Eigenschaft zugleich Vorsitzender der Studienkommission für die Kriegsschulen sowie Mitglied der Obermilitärstudienkommission. Mitte Oktober 1906 avancierte er zum Generalleutnant. In Genehmigung seines Abschiedsgesuches wurde Medem am 8. Juni 1908 mit der gesetzlichen Pension zur Disposition gestellt und gleichzeitig zum Chef der Landgendarmerie ernannt. Er durfte die aktiven Dienstabzeichen tragen und wurde auch in den Dienstalterslisten der Generale der Armee weitergeführt. Anlässlich des Ordensfestes erhielt Medem im Januar 1911 den Kronen-Orden I. Klasse sowie am 7. April 1911 den Charakter als General der Infanterie. Auf sein Gesuch hin wurde er am 25. Juni 1913 von seiner Stellung enthoben und kurz darauf mit dem Roten Adlerorden I. Klasse mit Eichenlaub ausgezeichnet.

### Familie
Medem hatte sich am 29. September 1879 in Caputh mit Marie von Sellin (* 1856) verheiratet. Aus der Ehe gingen die Tochter Margarete (* 1881) sowie der Journalist und SA-Führer Walter von Medem (1887–1945) hervor.